# Василь Бабинський
Васи́ль Андрі́йович Ба́бинський (? — до 1624) — руський шляхтич з роду Бабинських, гербу "Бій" (Bojcza). Зем'янин у Луцькому повіті Волинського воєводства, Пинському повіті Берестейського воєводства та Овруцькому старостві Київського воєводства Речі Посполитої. Родове гніздо - Бабин.  

## Відомості
Василь Бабинський найстарший син Андрія Бабинського. Часто згадується в актових записах ґродських книг др. пол. XVI ст. Після поділу спадщини батька, у 1603 році отримав левову частку земель у Київському, Берестейському та Волинському воєводствах. Основні володіння: Бабин, Ольшани, Кам'яне, Лінчин, Вири, Селище. Відомо, що мав двох синів Петра та Іллю. Серед шляхтичів Бабинських, найпершим з відомих представників цього роду перейшов з православ'я до аріанства яке набрало неабиякої популярності у Речі Посполитій та на Волині зокрема.